# Avord
Avord [avɔʁ] ist eine französische Gemeinde mit 2908 Einwohnern (Stand 1. Januar 2022)  im Département Cher in der Region Centre-Val de Loire. Sie gehört zum Kanton Avord und zum Gemeindeverband Communauté de communes La Septaine.

## Geografie
Avord liegt im Berry an der Yèvre, 20 Kilometer südöstlich von Bourges und 7,8 Kilometer südwestlich des Kantonshauptorts Baugy, zwischen den Nachbargemeinden Farges-en-Septaine im Nordwesten und Jussy-Champagne im Süden.

## Geschichte
In alten Urkunden hieß Avord noch „Vor“ (1064), 1123 war es schon „Avor“, 1219 „Avorz“, dann „Avour“ (1409) und  seit 1507 „Avord“.

### Internierung deutscher Emigranten
Trotz bestehender gesetzlicher Grundlagen waren in Frankreich lebende deutsche Emigranten bis zum Ausbruch des Zweiten Weltkriegs nicht verfolgt und auch nicht interniert worden. Das änderte sich mit Frankreichs Kriegseintritt am 3. September 1939, der am 5. September die Aufforderung an alle männlichen deutschen Staatsangehörigen zwischen 17 und 50 Jahren folgte, sich unverzüglich an Sammelpunkten einzufinden.
Für die in Paris lebenden Emigranten war das Stade de Colombes einer der zentralen Sammelpunkte, von denen aus dann um die Mitte des Monats September herum die Verlegung der Internierten in Lager in ländlicheren Regionen erfolgte. Im Zuge dieser Entwicklung trafen am Nachmittag des 16. Septembers 1939 600 Männern am Bahnhof von Vierzon ein. 400 von ihnen marschierten in das dortige Lager Camp Sourioux, 200 wurden nach Avord verbracht. France Archives, das französische Nationalarchiv, nennt für den 15. Januar 1940 Avord weiterhin als einen der  Internierungsorte für Deutsche im Département Cher. Wie lange das Lager bestand, ist nicht belegt.

## Bevölkerungsentwicklung
| Jahr      | 1793 | 1800 | 1872 | 1906 | 1931 | 1936  | 1946  | 1954  | 1962  | 1968  | 1982  | 2006  | 2016  |
| --------- | ---- | ---- | ---- | ---- | ---- | ----- | ----- | ----- | ----- | ----- | ----- | ----- | ----- |
| Einwohner | 370  | 307  | 452  | 502  | 580  | 1.019 | 1.002 | 2.007 | 1.908 | 2.132 | 2.492 | 2.646 | 2.606 |

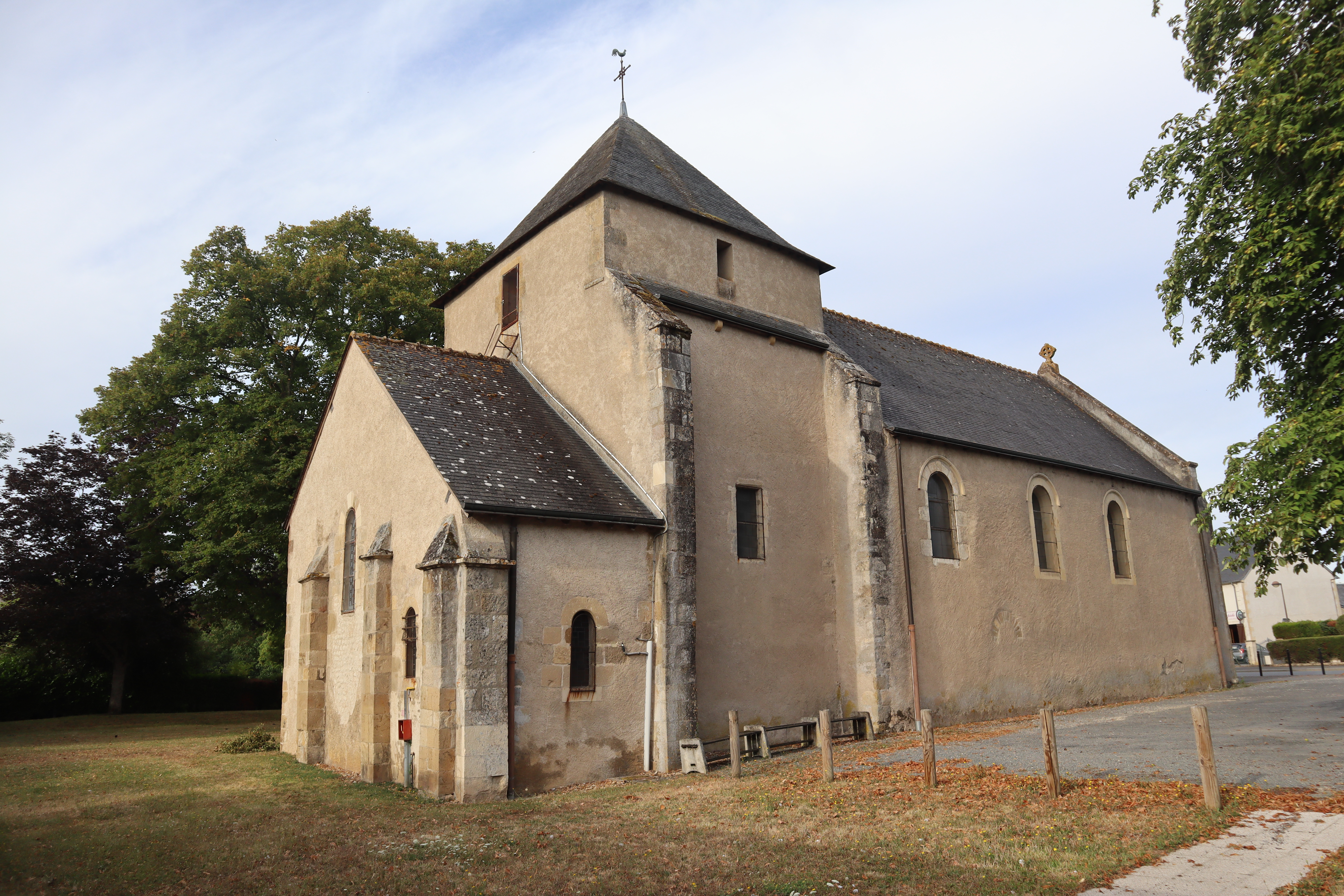
Romanische Kirche Saint-Hugues

2006 hatte Avord siebenmal so viele Einwohner wie 1793. Die Einwohnerzahl stieg zwischen 1931 und 1936 sowie zwischen 1946 und 1954 sprunghaft an.

## Wappen
Das Wappen ist durch einen horizontalen weißen (silbernen) Wellenbalken geteilt. Im oberen Teil ist auf blauem Grund ein griechisches Kreuz zu sehen auf dem in einem Kreis ein Lamm mit Fahne dargestellt ist. Das Griechische Kreuz findet sich auch im Giebel der Kirche. Das Lamm im Wappen hat allerdings nicht nur religiöse Bezüge, sondern erinnert zugleich an die Zeit der Schafzüchter. Im unteren grünen Feld sind zwei goldene Flügel abgebildet, die auf die Luftwaffenbasis in der Nähe des Ortes hinweisen.

## Kultur und Sehenswürdigkeiten
- Die romanische Kirche Saint-Hugues stammt aus dem 12. Jahrhundert und ist als Monument historique klassifiziert (siehe auch: Liste der Monuments historiques in Avord).
- Avord ist mit zwei Blumen im Conseil national des villes et villages fleuris (Nationalrat der beblümten Städte und Dörfer) vertreten.[5] Die „Blumen“ werden im Zuge eines regionalen Wettbewerbs verliehen, wobei maximal drei Blumen erreicht werden können.

## Wirtschaft und Infrastruktur

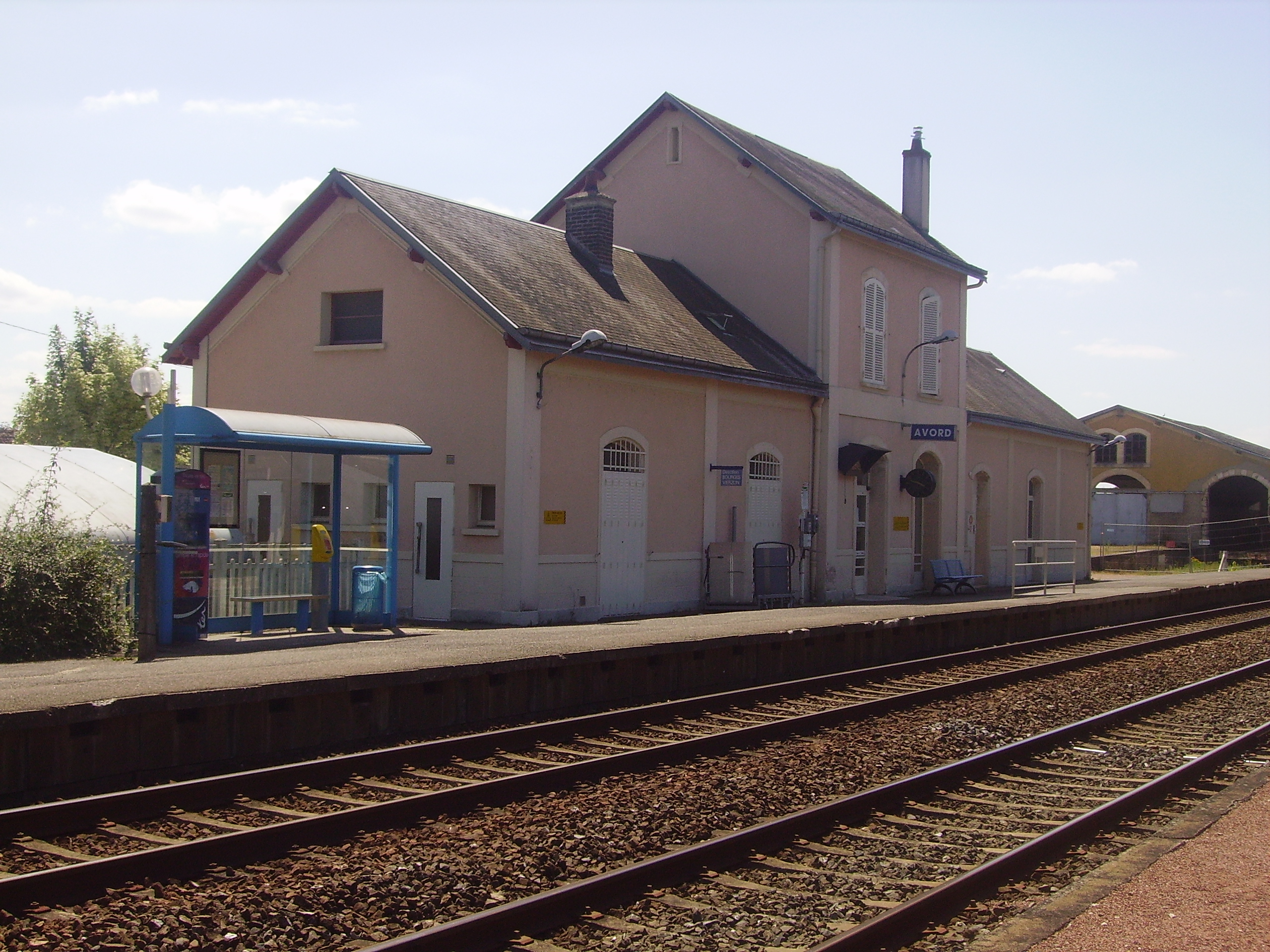
Bahnhof Avord

Ein bedeutender Erwerbszweig in Avord ist die Landwirtschaft, vor allem der Anbau von Getreide. Um 1900 gab es noch viele Schafzüchter in Avord, aber sie sind bis heute praktisch verschwunden.
Im Nordwesten der Gemeinde, teilweise auf dem Gebiet der Nachbargemeinde Farges-en-Septaine, befindet sich mit der Base aérienne 702 Avord der zweitgrößte Luftwaffenbasis der französischen Luftstreitkräfte.
Der Bahnhof Avord liegt an der elektrifizierten Eisenbahnstrecke von Vierzon nach Saincaize, einer Teilstrecke der Verbindung Nantes–Lyon. Er wird aktuell von Zügen des TER Centre-Val de Loire, einer Untergesellschaft der französischen Staatsbahn SNCF, bedient.

## Städtepartnerschaften
Seit 1977 besteht eine Städtepartnerschaft mit Aindling in Bayern, seit 2009 mit der belgischen Gemeinde Beauvechain.

## Persönlichkeiten
Hier wurde 1880 als Tochter eines Hauptmanns Élisabeth Catez geboren, die spätere heilige Karmelitin und Mystikerin Elisabeth von der Dreifaltigkeit (1880–1906).